# هيو إيفرت الثالث
هيو إيفرت الثالث (بالإنجليزية: Hugh Everett III)‏ (11 نوفمبر 1930 – 19 يوليو 1982) هو فيزيائي أمريكي وأول من اقترح تفسير العوالم المتعددة (MWI) في فيزياء الكم.
بعد سخرية الفيزيائيين الآخرين من تفسير العوالم المتعددة، أنهى إيفرت مسيرته في الفيزياء بعدما حصل على الدكتوراه. طور بعد ذلك استخدام مضروبات لاغرانج المعممة في بحوث العمليات وطبق ذلك تجاريًّا في عمله محللًا دفاعيًّا ومستشارًا. تزوج من نانسي إيفرت ني غور، وأنجب منها طفلين: إليزابيث إيفرت ومارك أوليفر إيفرت، وقد أصبح الأخير المغني الرئيسي في فرقة إيلس.